# Manuel Apicella
Manuel Apicella (nascut el 19 d'abril de 1970 a Longjumeau, Illa de França) és un jugador d'escacs francès, que té el títol de Gran Mestre des de 1995.
A la llista d'Elo de la FIDE del gener de 2022, hi tenia un Elo de 2501 punts, cosa que en feia el jugador número 24 (en actiu) de França. El seu màxim Elo va ser de 2560 punts, a la llista de juliol de 1996 (posició 142 al rànquing mundial).

## Resultats destacats en competició
Apicella va guanyar el Campionat de França el 1992, en un torneig de categoria VII celebrat a Estrasburg. El 1994, fou subcampió, a Chambéry, rere Marc Santo-Roman. També ha estat campió del Campionat de França per equips sis cops, el 1986 jugant pel Caissa, i el 1989, 1992, 1996, 1997 i 1999 jugant pel Clichy. A la 4NCL britànica, va jugar pel Hilsmark Kingfisher.
Jugant amb l'equip nacional francès Sub-26 va guanyar una medalla de bronze al Campionat del Món Sub-26 el 1993. Al Campionat d'Europa per equips va representar França en dues ocasions (1989 i 1992). A més, va jugar en tres olimpíades d'escacs, els anys 1994, 1996 i 2000.